# Vráž (Ostředek)
Vráž (Duits: Wrasch of Wrasch bei Benneschau) is een Tsjechische plaats in de gemeente Ostředek, regio Midden-Bohemen, en maakt deel uit van het district Benešov. Het dorp ligt op 3 kilometer afstand van Ostředek.
Vráž telt 1 inwoner (2021).

## Geschiedenis
De eerste schriftelijke vermelding van het dorp dateert van 1406.
Sinds 1960 is Vráž volledig ondergebracht bij het district Benešov.

## Verkeer en vervoer

### Autowegen
Er leidt een regionale weg naar het dorp, evenals snelweg D1.

### Spoorlijnen
Er is geen station in Vráž. Het dichtstbijzijnde station is in Chocerady, op drie kilometer afstand. Dat station ligt aan spoorlijn 212 Čerčany - Sázava - Zruč nad Sázavou - Světlá nad Sázavou. De lijn is enkelsporig en werd in 1901 geopend.

### Buslijnen
Er is geen bushalte in Vráž. De dichtstbijzijnde bushalte is in Chocerady, op zo'n twee kilometer afstand:
| Halte                     | Lijn(en) | Traject(en)        | Vervoerder(s) |
| ------------------------- | -------- | ------------------ | ------------- |
| Chocerady, Komorní Hrádek | 797      | Chocerady - Vranov | CŠAD Benešov  |